# Кемп-Трі (Монтана)
Кемп-Трі (англ. Camp Three) — переписна місцевість (CDP) в США, в окрузі Масселшелл штату Монтана. Населення — 173 особи (2010).

## Географія
Кемп-Трі розташований за координатами 46°27′12″ пн. ш. 108°34′27″ зх. д. / 46.45333° пн. ш. 108.57417° зх. д. (46.453341, -108.574190).  За даними Бюро перепису населення США в 2010 році переписна місцевість мала площу 11,49 км², уся площа — суходіл.

## Демографія
Згідно з переписом 2010 року, у переписній місцевості мешкали 173 особи в 87 домогосподарствах у складі 45 родин. Густота населення становила 15 осіб/км².  Було 115 помешкань (10/км²).
Расовий склад населення:
| - 93,6 % — білих - 4,6 % — корінних американців |

До двох чи більше рас належало 1,7 %. Частка іспаномовних становила 0,0 % від усіх жителів.
За віковим діапазоном населення розподілялося таким чином: 20,8 % — особи молодші 18 років, 59,5 % — особи у віці 18—64 років, 19,7 % — особи у віці 65 років та старші. Медіана віку мешканця становила 48,4 року. На 100 осіб жіночої статі у переписній місцевості припадало 124,7 чоловіків;  на 100 жінок у віці від 18 років та старших — 107,6 чоловіків також старших 18 років.
Середній дохід на одне домашнє господарство  становив 59 718 доларів США (медіана — 58 864), а середній дохід на одну сім'ю — 88 396 доларів (медіана — 93 750). За межею бідності перебувало 9,9 % осіб, у тому числі 0,0 % дітей у віці до 18 років та 0,0 % осіб у віці 65 років та старших.
Цивільне працевлаштоване населення становило 30 осіб. Основні галузі зайнятості: освіта, охорона здоров'я та соціальна допомога — 40,0 %, сільське господарство, лісництво, риболовля — 30,0 %, транспорт — 20,0 %.